# Cayo Mangrove
Cayo Mangrove (en inglés: Mangrove Cay) es uno de los 32 distritos de Bahamas.
El censo de población, en 2005, arrojaba 892 habitantes para el distrito.
Dicha población se distribuye en los siguientes asentamientos: Moxey Town, Burnt Rock, Pinders, Swains, Dorsette, Peaks, Grants, Lisbon Creek, Orange Hill y Victoria Point. Siendo el primero, Moxey Town (Little Harbour) el mayor con casi la mitad de la población del distrito.
Gracias a los vuelos, realizados dos veces al día por la aerolínea occidental de Nassau, y también a los viajes de taxi acuático hace de este distrito un lugar accesible para turistas. Posee un hotel lujoso.
La temperatura varía entre los 30 °C y los 25 °C. Además las precipitaciones son muy frecuentes en esta zona, que también es propensa a ser azotada por huracanes.